# Sân bay Hagfors
Sân bay Hagfors (IATA: HFS, ICAO: ESOH) là một sân bay ở Hagfors, hạt Värmland, Thụy Điển. Năm 2005, sân bay này phục vụ 2.805 lượt khách. Đường băng dài 1.510 mét.

## Hãng hàng không và tuyến bay
| Hãng hàng không | Các điểm đến              |
| --------------- | ------------------------- |
| Nextjet         | Stockholm-Arlanda, Torsby |